# Кухка
Ку́хка (рос. Кухка) — невеликий острів у Ладозькому озері. Належить до групи Західних Ладозьких шхер. Територіально належить до Лахденпохського району Карелії, Росія.
Довжина 6,9 км, ширина 2,4 км.
Острів розташований на північ від півострова Калксало, між островами Кярпясенсарі на півдні та Паярінсарі на півночі. Останній відділяється затокою Папіннієменселькя.
Острів витягнутий із заходу на схід. На північному заході є дві вузькі затоки, на півдні — одна досить велика. На сході біля берега розташовані дрібні острови. Майже весь вкритий лісами.